# Erzsébet Kocsis
Erzsébet Kocsis (Győr, 11 marzo 1965) è un'ex pallamanista ungherese.
Con la maglia della nazionale ungherese ha vinto il bronzo olimpico ai Giochi di Atlanta 1996.
Nel 1995 è stata nominata dalla IHF migliore pallamanista dell'anno.
Dopo essersi ritirata nel 2000, nel 2009 è tornata a giocare alcune partite con la maglia del Dunaújváros, squadra per la quale aveva giocato per dieci anni, per aiutarla ad evitare la retrocessione.
È sposata con l'ex pallamanista ungherese Árpád Sári e loro figlia, Barbara Sári, è anch'essa una pallamanista.

## Palmarès

### Club
- EHF Champions League: 1

Dunaferr NK: 1998-1999
- EHF Cup: 1

Dunaferr NK: 1997-1998
- Coppa delle Coppe EHF: 1

Dunaferr NK: 1994-1995
- Supercoppa europea: 1

Dunaferr NK: 1999
- Campionato ungherese: 2

Dunaferr NK: 1997-1998, 1998-1999
- Coppa d'Ungheria: 2

Dunaferr NK: 1997-1998, 1998-1999

### Nazionale
- Bronzo olimpico: 1

Atlanta 1996
- Campionato mondiale

 Argento: Austria-Ungheria 1995

### Individuale
- Miglior pivot ai Giochi olimpici: 1

Atlanta 1996
- Miglior pivot al campionato europeo: 1

Germania 1994
- Giocatrice dell'anno: 1

1995
- Giocatrice dell'anno in Ungheria: 2

1992, 1994